# Torcegno
Torcegno es una comune italiana de la provincia de Trento, región de Trentino-Alto Adigio. Tiene una población estimada, a principios de 2021, de 684 habitantes.

## Evolución demográfica
| Gráfica de evolución demográfica de Torcegno entre 1861 y 2021 |
|                                                                |
| Fuente ISTAT - elaboración gráfica de Wikipedia                |